# Čekal
Čekal je přírodní památka severně od městyse Olbramkostel v okrese Znojmo v Jihomoravském kraji. Chráněné území bylo vyhlášeno k ochraně biotopu rybníka a přilehlého břehového porostu s výskytem zvláště chráněných druhů rostlin a živočichů, zejména kuňky obecné.

## Historie
Chráněné území vyhlásil Krajský úřad Jihomoravského kraje v kategorii přírodní památka s účinností od 1. ledna 2014.

## Přírodní poměry
Přírodní památka se nachází v katastrálním území Olbramkostel v okrese Znojmo v Jihomoravském kraji. Chráněné území s rozlohou 3,21 hektaru leží v nadmořské výšce 366–370 metrů v Jevišovické pahorkatině a částečně se překrývá s evropsky významnou lokalitou Čekál.

### Abiotické poměry
Geologické podloží okolní krajiny tvoří ruly a migmatity moravského moldanubika a bítešská ortorula moravika. Oblast se nachází v Jevišovické pahorkatině, konkrétně v jejím podcelku Znojemská pahorkatina a okrsku Bojanovická pahorkatina, pro niž je charakteristický plochý zvlněný povrch rozčleněný údolími Jeviškovky a jejích přítoků. Z půdních typů se v okolí rybníka vyvinuly fluvizemě a gleje.
Jádrem chráněného území je rybník Čekál, jehož část (asi 70 % rozlohy) oddělená hrázkou slouží k chovu ryb. Obklopuje jej olšina a v širším okolí orná půda. Zdrojem vody v rybníku je Vlašňovský potok.
V rámci Quittovy klasifikace podnebí přírodní památka leží v mírně teplé oblasti MT11, pro niž jsou typické průměrné teploty −2 až −3 °C v lednu a 16–17 °C v červenci. Roční úhrn srážek dosahuje 600–750 milimetrů, počet letních dnů je 40–50 a počet mrazových dnů se pohybuje mezi 110 a 130.

### Flóra a fauna
Předmětem ochrany v přírodní památce jsou ekosystémy vegetace letněných rybníků (asi 10 % rozlohy), vegetace obnažených den teplých oblastí (10 % rozlohy), makrofytní vegetace přirozeně eutrofních a mezotrofních stojatých vod (40 % rozlohy) a řada druhů rostlin a živočichů.
Přímo v rybníku hojně roste silně ohrožený rdest vláskovitý (Potamogeton trichoides), v litorálním pásmu se vyskytují tisíce jedinců žabníku trávolistého (Alisma gramineum), a na přilehlém podmáčeném poli rostou velké populace zdravínku jarního (Odontites vernus) a kypreje yzopolistého (Lythrum hyssopifolia).
Z kriticky ohrožených druhů živočichů mělké části rybníka využívá hojná populace šidélka huňatého (Coenagrion scitulum) a vodomila černého (Hydrophilus piceus). Před rokem 2014 byl zaznamenán také kriticky ohrožený brouk Haliplus variegatus. Z evropsky významných druhů využívá mělkou část rybníka kuňka obecná (Bombina bombina), ale její populace se v době vyhlášení chráněného území zmenšovala. K dalším zaznamenaným obojživelníkům ve skupině silně ohrožených druhů na lokalitě patří čolek obecný (Lissotriton vulgaris), skokan štíhlý (Rana dalmatina), blatnice skvrnitá (Pelobates fuscus), ropucha zelená (Bufotes viridis), rosnička zelená (Hyla arborea), skokan krátkonohý (Pelophylax lessonae) a skokan zelený (Pelophylax esculentus). Pozorována byla také ropucha obecná (Bufo bufo) a z plazů užovka obojková (Natrix natrix). V roce 2008 byli nalezeni také juvenilní jedinci nejspíše čolka dravého (Triturus carnifex).